# Seth Howander
Seth Simon Oscar Howander (6. října 1892 – 14. září 1981) byl švédský reprezentační hokejový brankář.
V roce 1920 byl členem Švédské hokejové týmu, který skončil čtvrtý na Letních olympijských hrách. Odehrál pět zápasů jako brankář.